# 奥田健誠
奥田 健誠（おくだ けんせい、2000年6月8日 - ）は、千葉県松戸市出身のプロ野球選手（投手）。右投右打。くふうハヤテベンチャーズ静岡所属。

## 経歴

### プロ入り前
中学時には松戸リトルシニアに在籍。千葉県立幕張総合高等学校を卒業後、首都大学野球連盟2部リーグに所属する東京経済大学へ進学。4年次には副主将を務めた。秋季リーグ戦では主に中継ぎ投手として活躍。

### BSL・神奈川時代
2022年11月18日に行われた日本海オセアンリーグドラフト会議2022においてYKSホワイトキングスに入団するリーグ合格者として指名を受け、入団した。背番号は19。
2023年シーズンは中継ぎとして20試合に登板。シーズン途中に行われたNPBの二軍との交流戦ではリーグ選抜メンバーに複数回選出された。シーズンを通して、防御率10点台と不本意な成績に終わった。シーズンオフの10月27日、球団から自由契約として退団することが発表された。

### くふうハヤテ時代
2023年12月7日、2024年シーズンから日本野球機構 (NPB) のファームリーグ、ウエスタン・リーグに新規参入するくふうハヤテベンチャーズ静岡に入団することが発表された。背番号は13。2024年はチーム最多の44試合に登板し、1勝3敗、チーム最多の4セーブを挙げたが、防御率は5.77といった成績だった。

## 選手としての特徴
角度のある球を投げ込むことができ、最高球速は150km/h。

## 詳細情報

### 独立リーグでの年度別投手成績
| 年 度     | 球 団     | 登 板 | 先 発 | 完 投 | 完 封 | 無 四 球 | 勝 利 | 敗 戦 | セ 丨 ブ | ホ 丨 ル ド | 勝 率 | 打 者 | 投 球 回 | 被 安 打 | 被 本 塁 打 | 与 四 球 | 敬 遠 | 与 死 球 | 奪 三 振 | 暴 投 | ボ 丨 ク | 失 点 | 自 責 点 | 防 御 率 | W H I P |
| --------- | --------- | ----- | ----- | ----- | ----- | -------- | ----- | ----- | -------- | ----------- | ----- | ----- | -------- | -------- | ----------- | -------- | ----- | -------- | -------- | ----- | -------- | ----- | -------- | -------- | ------- |
| 2023      | YKS       | 20    | 0     | 0     | 0     | 0        | 0     | 2     | 0        | 0           | .000  | 109   | 19.2     | 13       | -           | 40       | -     | 2        | 20       | 4     | 0        | 23    | 23       | 10.53    | 2.69    |
| 通算：1年 | 通算：1年 | 20    | 0     | 0     | 0     | 0        | 0     | 2     | 0        | 0           | .000  | 109   | 19.2     | 13       | -           | 40       | -     | 2        | 20       | 4     | 0        | 23    | 23       | 10.53    | 2.69    |

- 2023年シーズン終了時

### 背番号
- 19（2023年）
- 13（2024年 - ）